# Убозана
Убозана — індо-парфянський правитель Арахозії в I столітті. Був сином Гондофара III Ортагни.